# Weiße Zaunrübe
Die Weiße Zaunrübe (Bryonia alba L.), auch Schwarzbeerige Zaunrübe, Schwarzfrüchtige Zaunrübe, Gichtrübe oder Teufelsrübe genannt, ist eine giftige Kletterpflanze aus der Familie der Kürbisgewächse (Cucurbitaceae).

## Beschreibung

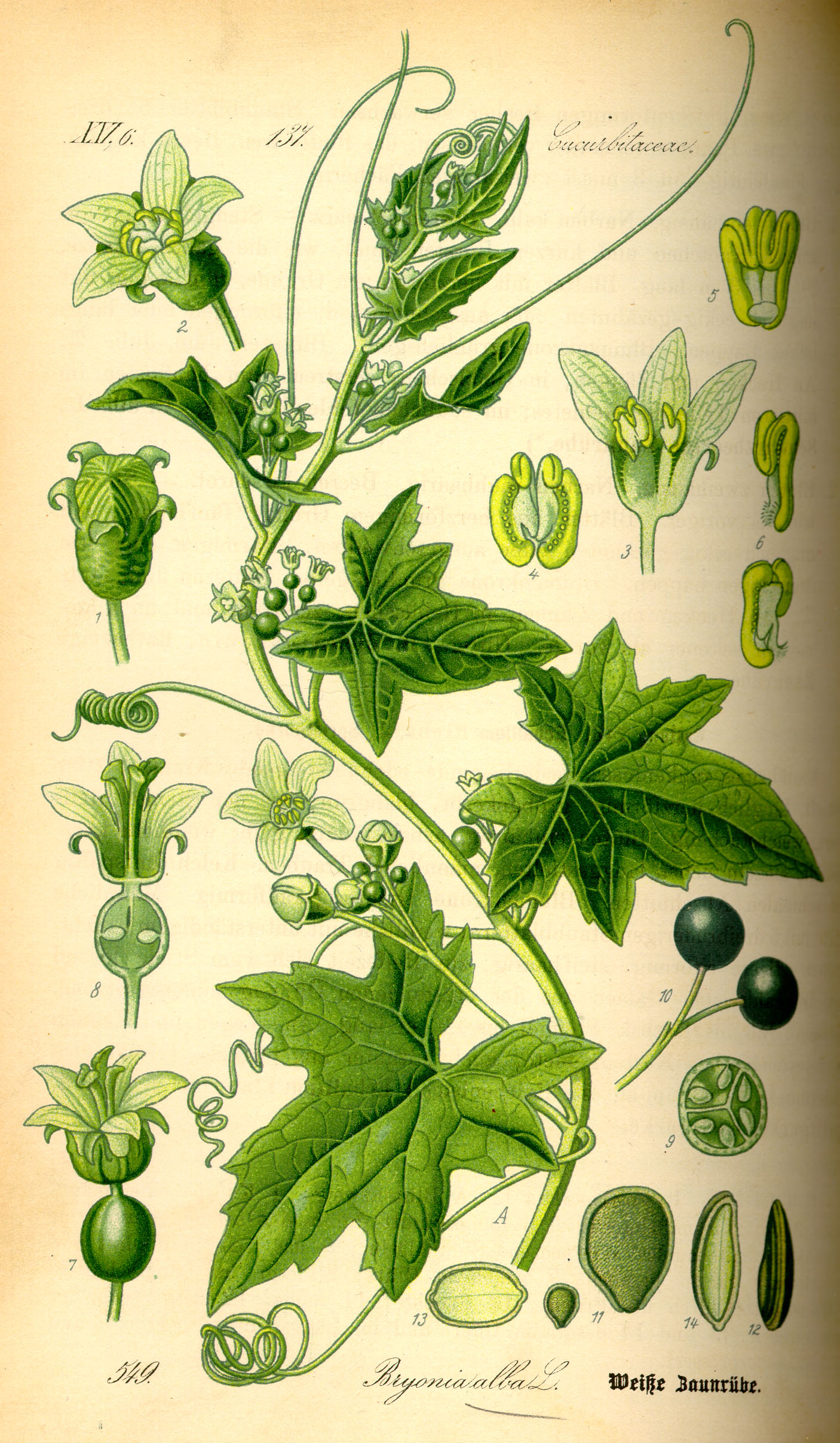
Weiße Zaunrübe (Bryonia alba), Illustration

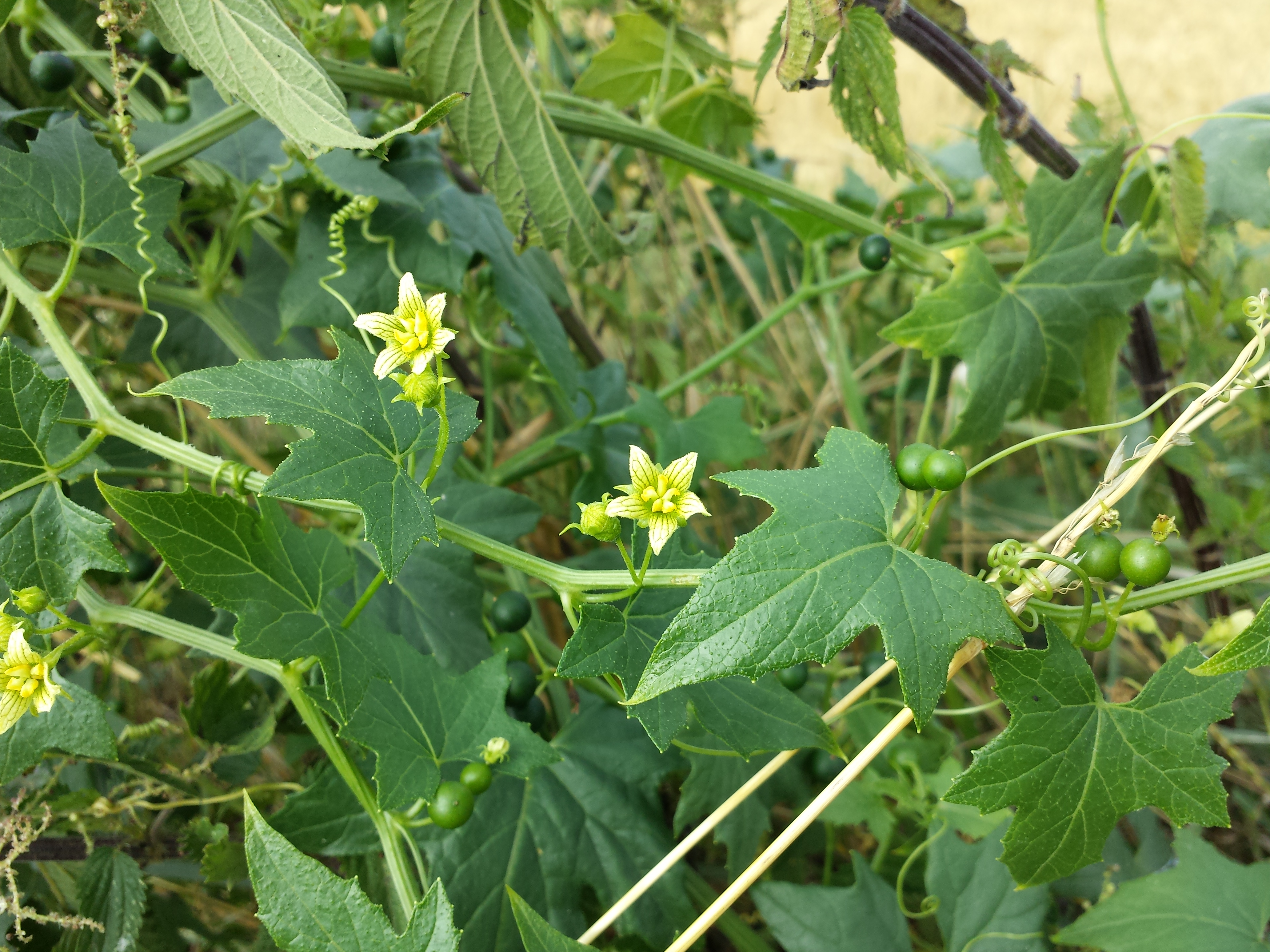
Blüten, Blätter und junge Früchte

### Vegetative Merkmale
Die Weiße Zaunrübe ist eine schnell wachsende, krautige, 3 bis 5 Meter lange Rankenkletterpflanze mit rübenartiger, verdickter Wurzel. Die Wurzeln, die oft die Größe einer Zuckerrübe erreichen, sind bis zu 2,5 Kilogramm schwer, etwas wulstig geringelt und nach unten verästelt. Der rauhaarige Stängel weist wechselständige, handförmige, spitzig entfernt gezähnte, bis fünflappige, spitze und herz-, pfeilförmige, raue Laubblätter und korkenzieherartige, gewundene Ranken auf.

### Generative Merkmale
Bei der Weißen Zaunrübe finden sich, im Gegensatz zur Rotfrüchtigen Zaunrübe (Bryonia dioica), Blüten beiderlei Geschlechts an einer Pflanze, sie ist also einhäusig getrenntgeschlechtig (monözisch). In den Blattachseln entspringen traubige Blütenstände mit nur wenige Millimeter kleinen, gelbgrünen Blüten, die vom Juni bis Juli blühen. Von August bis September erscheinen die kugeligen schwarzen Beerenfrüchte, die die Größe einer Erbse erreichen können.
Die Chromosomenzahl beträgt 2n = 20.

## Verbreitung und Vorkommen
Die Weiße Zaunrübe stammt aus Südeuropa und ist in Europa einschließlich Skandinavien, über den Iran bis nach Zentralasien verbreitet. Diese mehrjährige Pflanzenart bevorzugt feuchte, nährstoffreiche, kalkhaltige Böden in warmen Lagen und wächst in Hecken, Zäunen, Mauern, an Feld- sowie an Waldrändern und auf Ruderalflächen. Sie ist eine Charakterart der Lauchkraut-Säume (Alliarion). Generell benötigen die Ranken einen Stützgegenstand mit rauer Oberflächenbeschaffenheit, um sicheren Halt zum Emporwachsen zu finden. Die Weiße Zaunrübe wird wegen ihrer arzneilich wirkenden Inhaltsstoffe auch kultiviert.

## Wichtige Inhaltsstoffe und Wirkung
Alle Pflanzenteile sind sehr giftig, besonders die Wurzeln und Beeren. Als Hauptwirkstoffe wurden über 20 verschiedene, giftige Bitterstoffe (Cucurbitacine, welches hochoxidierte Triterpene sind) sowie andere Triterpene wie z. B. Bryonon- und Brynolsäure beschrieben. Die perorale Einnahme von ungefähr 40 Beeren kann für Erwachsene tödlich enden. Als letale Dosis für Kinder gelten ungefähr 15 Beeren. Vergiftungserscheinungen können nach sechs bis acht Beeren auftreten. Bei entsprechender Giftaufnahme können schwere gastroenteritische Störungen mit Delirium und Krämpfen auftreten. Der Tod kann durch Atemlähmung innerhalb weniger Stunden eintreten. Auch bei der Einnahme von Zubereitungen aus der frischen widerlich riechenden, ekelhaft bitter schmeckenden Zaunrübenwurzel sind ähnliche Vergiftungserscheinungen zu beobachten. Eine Berührung mit der Zaunrübe, insbesondere mit dem milchigen Saft der Wurzel, kann entzündliche, allergische Hauterscheinungen (Rötung, Hautblasen, pustulärer Hautausschlag) hervorrufen.

## Verwendung

### In der Heilkunde
Die Arzneidroge wird aus der Zaunrübenwurzel (Bryonia-alba-Wurzel Synonyme: Gichtrübe, Faselrübe, Faulrübe, Heckenrübe, Hundsrübe, Sauwurzel, Tollrübe, Hundskürbiswurzel) gewonnen. Die Arzneidroge besitzt drastisch abführende, hypoglykämische, tumorhemmende und zellschädigende Wirkungen. Die Droge oder die daraus hergestellten Zubereitungen werden wegen der starken toxischen Wirkungen therapeutisch nicht genutzt und können auch nicht empfohlen werden. Spezielle Extrakte aus der Weißen Zaunrübe werden wegen ihrer immunstimulierenden Wirkung in einigen Fertigarzneimitteln verwendet. Die toxikologischen Nebenwirkungen bestehen bei diesen Präparaten nicht.

### In der Homöopathie
Das Homöopathikum Bryonia alba (Kürzel: Bry oder bry) wurde von Samuel Hahnemann im zweiten Band seiner Reinen Arzneimittellehre veröffentlicht. Das Mittel wird aus dem gewonnenen Saft von den, in Alkohol angesetzten, frischen, vor der Blütezeit ausgegrabenen Weißen Zaunrübenwurzel hergestellt.  Zwei placebokontrollierte medizinische Studien fanden keine Belege für die Wirksamkeit von u. a. homöopathische Zubereitung von Bryonia alba enthaltenden Kombinationspräparaten (deren nur nach Indikationen erfolgende Verwendung der klassischen Homöopathie nach Hahnemann zuwiderläuft) bei diversen Beschwerdebildern.
Die ursprünglich von Hahnemann geprüfte Pflanze Bryonia alba wird heutzutage in der Homöopathie oft durch Bryonia dioica ausgetauscht. Der Buchautor und Homöopath Frans Vermeulen ist der Meinung, dass sich aufgrund teilweise unterschiedlicher Gemütssymptome Bryonia alba homöopathisch nicht durch Bryonia dioica ersetzen lässt.

## Kulturgeschichte
Als Droge war die im Mittelalter unter anderem auch als „Stickwurz“ bezeichnete Zaunrübe bereits den alten Griechen und Römern bekannt und wurde bei Gicht, Epilepsie, Lähmung, Schwindel, Hysterie, Wunden und Husten verabreicht. Auch Dioscurides und Hippokrates verwendeten die Arzneidroge. Dioscurides empfahl die Zaunrübenwurzel für Brandwunden. Bei Hippokrates wurde die Wurzel bei Wundstarrkrampf verabreicht. Der englische Kräuterexperte Nicholas Culpeper empfahl die Droge bei Husten, Schleimbildung sowie Kurzatmigkeit. In der Volksheilkunde wurde die Arzneidroge als Abführmittel, Brechmittel, Diuretikum, bei Rheuma, bei Erkrankungen des Verdauungstraktes und der Atemwege, bei Infektionen, bei Stoffwechselstörungen und bei Lebererkrankungen verabreicht. Die Weiße Zaunrübe wurde in Russland als Volksabtreibemittel verwendet.
Aufgrund der erheblichen giftigen Nebenwirkungen ist vor Experimenten mit der Weißen Zaunrübe dringendst abzuraten.
Aus Zaunrübenwurzeln wurde früher „Mandragora“ bzw. Alraune hergestellt.

## Sprachliches
Der Name Bryonia ist vom Griechischen bryo ‚sprießen‘ zurückzuführen, in Anspielung auf das schnelle Wachstum der lateinisch oft nur Brionia oder Bryonia genannten Weißen Zaunrübe. Der Name Zaunrübe ist der Standortwahl (kletternd an Zäunen) zuzuschreiben.

## Trivialnamen
Für die Weiße Zaunrübe (lateinisch brionia, möglicherweise auch Viticella) bestehen bzw. bestanden, zum Teil auch nur regional, auch die weiteren deutschsprachigen Trivialnamen: Alfpape (mittelniederdeutsch, holländisch), Alppfaf (mittelniederdeutsch, holländisch), Alraunwortel (falsche) (Rendsburger Apotheke), Heilige Byrn (mittelhochdeutsch), Wilder Curviz (mittelhochdeutsch), Weißer Entwin, Weißer Enzian, Faselwurz, Faulrüben (Rendsburger Apotheke), Füerwöttel (Mecklenburg), Gichtröv (Rendsburger Apotheke), Gichtrüben, Gichtwurz, Haningwurze (Österreich bei Linz), Heckenrübe (Augsburg), Heiligenbyren (mittelhochdeutsch), Helgebeeren (mittelhochdeutsch), Hilgebeeren (mittelhochdeutsch), Hilgebern (mittelhochdeutsch), Hillig Röw (Mecklenburg), Hramca (althochdeutsch), Hundeskürbs (mittelhochdeutsch), Hundeskürbsen (mittelhochdeutsch), Hundskürbs, Hundsreben, Hundsrüben, Wäld Kerbes (Siebenbürgen), Wilder Kürbis (mittelhochdeutsch), Quartelsbeyen (mittelniederdeutsch, holländisch), Ragwurzel, Raselwurz, Rasrübe (Eifel), Rasswurzel (Thüringen), Raswurz, Rogwurz, Roselwortzel, Rosswurzel, Vuule Röwen (Rendsburger Apotheke), Saumwurz, Sauwurz, Schafentel, Schaftrek, Scheißrüben, Scheißwurz, Schießwurz, Schiltwort, Schißrüben, Schitwort, Schmärwurz, Schytwort (mittelniederdeutsch), Scitwurz (mittelniederdeutsch), Smärwurtz (mittelhochdeutsch), Smeerwurtz (mittelhochdeutsch), Spanische Röwe (Oldenburg), Stichwurz, Stickwurz, Stukwurz (mittelhochdeutsch), Teufelskirsche, Teufelskirssen, Tollrübe, Trostrübe, Tunranken (Lübeck), Tunried (Mecklenburg), Tunröw (Mecklenburg), Wilder Tzeduar (mittelhochdeutsch), Vaselwurz, Weißer Widerthon, Wilde Wienranke (Borkum, Norderney), Witte Wighart (niederdeutsch), Wiverede (mittelniederdeutsch), Schwarze Zaunräbe, Zaunreben, Wilder Zitwen, Wilder Zitwer (mittelhochdeutsch) und Wilder Zitwon (mittelhochdeutsch).